# Premier de Wuhan 2016
El Wuhan Tennis Open 2016 es un torneo de tenis jugado en canchas duras al aire libre. Es la tercera edición del Wuhan Tennis Open, y parte de la Serie Premier 5 del WTA Tour 2016. Se llevará a cabo en Wuhan, China, del 25 de septiembre al 1 de octubre de 2016.

## Puntos y premios

### Distribución de puntos
| Evento     | G   | F   | SF  | CF  | Ronda de 16 | Ronda de 32 | Ronda de 64 | Q  | Q2 | Q1 |
| Individual | 900 | 585 | 350 | 190 | 105         | 60          | 1           | 30 | 20 | 1  |
| Dobles     | 900 | 585 | 350 | 190 | 105         | 1           | —           | —  | —  | —  |

### Premios
| Evento     | G        | F        | SF       | CF      | Ronda de 16 | Ronda de 32 | Ronda de 64 | Q2 | Q1 |
| Individual | $441 000 | $220 200 | $110 100 | $50 700 | $25 135     | $12 900     | $6630       | $  | $  |
| Dobles*    | $126 000 | $63 750  | $31 665  | $15 880 | $8020       | $3980       | —           | —  | —  |

* por equipo

## Cabeza de serie

### Individual
El Ranking está hecho sobre la base de la de la semana del 19 de septiembre.
| Semb. | Rk. | Jugadora                  | Puntos Antes | Puntosa Defender | Puntos Ganados | Puntos Después | Actuación en el Torneo                                |
| ----- | --- | ------------------------- | ------------ | ---------------- | -------------- | -------------- | ----------------------------------------------------- |
| 1     | 1   | Angelique Kerber          | 8730         | 350              | 105            | 8485           | Tercera ronda, perdió ante Petra Kvitová [14]         |
| 2     | 3   | Garbiñe Muguruza          | 5830         | 585              | 1              | 5246           | Segunda ronda, perdió ante Jelena Janković            |
| 3     | 4   | Agnieszka Radwańska       | 5530         | 1                | 190            | 5719           | Cuartos de final, perdió ante Svetlana Kuznetsova [9] |
| 4     | 5   | Simona Halep              | 4742         | 105              | 350            | 4987           | Semifinales, perdió ante Petra Kvitová                |
| 5     | 6   | Karolína Plíšková         | 4425         | 190              | 105            | 4340           | Tercera ronda, perdió ante Dominika Cibulková [10]    |
| 6     | 7   | Venus Williams            | 3815         | 900              | 105            | 3020           | Tercera ronda, perdió ante Svetlana Kuznetsova [9]    |
| 7     | 8   | Carla Suárez Navarro      | 3330         | 105              | 105            | 3330           | Tercera ronda, perdió ante Johanna Konta [11]         |
| 8     | 9   | Madison Keys              | 3287         | 60               | 190            | 3417           | Cuartos de final, perdió ante Simona Halep [4]        |
| 9     | 10  | Svetlana Kuznetsova       | 3250         | 1                | 350            | 3599           | Semifinales, perdió ante Dominika Cibulková [10]      |
| 10    | 12  | Dominika Cibulková        | 2975         | 1                | 585            | 3559           | Final, perdió ante Petra Kvitová [14]                 |
| 11    | 13  | Johanna Konta             | 2865         | 220              | 190            | 2835           | Cuartos de final, retiro ante Petra Kvitová [14]      |
| 12    | 14  | Timea Bacsinszky          | 2773         | 0                | 1              | 2774           | Primera ronda, retiro ante Louisa Chirico [Q]         |
| 13    | 15  | Roberta Vinci             | 2595         | 350              | 60             | 2305           | Segunda ronda, perdió ante Yaroslava Shvédova         |
| 14    | 16  | Petra Kvitová             | 2390         | 105              | 900            | 3185           | Final, venció a Dominika Cibulková [10]               |
| 15    | 17  | Anastasiya Pavliuchenkova | 2255         | 60               | 1              | 2196           | Primera ronda, retiro ante Misaki Doi                 |
| 16    | 18  | Samantha Stosur           | 2200         | 1                | 1              | 2200           | Primera ronda, perdió ante Caroline Wozniacki         |

### Dobles
| Tenista                              | Ranking | Preclasificada |
| Caroline Garcia Kristina Mladenovic  | 7       | 1              |
| Hao-Ching Chan Yung-Jan Chan         | 14      | 2              |
| Sania Mirza Barbora Strýcová         | 19      | 3              |
| Martina Hingis Coco Vandeweghe       | 21      | 4              |
| Bethanie Mattek-Sands Lucie Šafářová | 22      | 5              |
| Tímea Babos Yaroslava Shvedova       | 23      | 6              |
| Andrea Hlaváčková Lucie Hradecká     | 23      | 7              |
| Julia Görges Karolína Plíšková       | 60      | 8              |

## Campeonas

### Individual Femenino
Petra Kvitová venció a  Dominika Cibulková por 6-1, 6-1

### Dobles Femenino
Bethanie Mattek-Sands /  Lucie Šafářová vencieron a  Sania Mirza /  Barbora Strýcová por 6-1, 6-4